# Barend van Veen
Barend van Veen (Rotterdam, 5 juni 1911 - aldaar, 18 september 2014) was een Nederlands architect en docent aan de Academie van Bouwkunst, bekend als ontwerper van de oude Pauluskerk (1960-2007) aan de Mauritsweg in het centrum van Rotterdam.

## Levensloop
Van Veen was de zoon van Dirk van Veen en Elisabeth Barendina Hooijkaas. Hij was de kleinzoon van architect Barend Hooijkaas jr., wiens vader Barend Hooijkaas Sr. rond 1848 z'n eigen architectenbureau had opgericht. De zoon van Barend Hooijkaas Jr., Barend Hooijkaas Bzn. (1890-1973),, trad in zijn voetsporen en zette het architectenbureau voort, evenals Van Veen na hem. De laatste twee werkten nog samen aan het ontwerp van de  Twentsche Bank (Rotterdam) aan Westblaak opgeleverd in 1937. In 1940 greep Van Veen met een eervolle vermelding voor zijn ontwerp voor een kiosk net naast de door Architectura et Amicitia uitgeloofde beloning. In de jaren 1960 werkte Van Veen enige tijd samen met Rein Fledderus.
Naast deze beroepspraktijk was hij docent aan de Academie voor Bouwkunst te Rotterdam. Vanaf 1969 diende hij in het Welstandscollege in Rotterdam. Hij gaf zijn mening in deze hoedanigheid ook in de media. In opdracht van Hervormde Gemeente schreef hij begin jaren 1970 een boek over de Koninginnekerk, begin twintigste eeuw ontworpen door Barend Hooijkaas jr. en Michiel Brinkman.
Van Veen ontwierp de Pauluskerk van de Nederlandse Hervormde Kerk opgeleverd in 1960. Voor het originele ontwerp van de Pauluskerk ontving Van Veen in 1962 de Laurenspenning. In 1958 had Van Veen een onderscheiding ontvangen van de Branchevereniging Nederlandse Architectenbureaus tijdens de viering van hun 50-jarig bestaan.
Van Veen trouwde eerst met Akke Johanna Anna Catharina Steenbeek (1916-1944) en in 1964 met jkvr. Catharina Willemina (Willemien) de Graeff (1937-2018), remonstrants predikante en telg uit het geslacht De Graeff. Hij kreeg twee kinderen.

## Gebouwen, een selectie
- Anne Foekenshuis (1937), sinds 1986 Parckhove, Westzeedijk Rotterdam.[14]
- Gebouw Goudsesingel 513, gecombineerd bank- en appartementengebouw in Nieuw-Zakelijke stijl, 1939-1940.[15]
- Interieur van Nederlandse Kerk in Londen (1950).[16]
- Twentsche Bank (Rotterdam) aan Westblaak met Ad van der Steur en Barend Hooijkaas Bzn, 1945-1950.[17]
- Wijkgebouw aan de Spiegelnisserstraat 12, Crooswijk Rotterdam (1953).[18]
- Statendam (schip, 1957) architectuur en interieurontwerp met Joost Schuil, Johan A. van Tienhoven, Carel Wirtz en Cornelis J. Engelen.[19]
- De oude Pauluskerk (1960)
- Gebouw van Christelijke Jonge Mannen Vereeniging Onesimus uit Kralingen (1961)[20]
- Metrohotel, Delftsestraat 21-23, Rotterdam (1962)[21] nabij Rotterdam Centraal.[22] Gebouwd als onthoudershotel in opdracht van het NCGOV, en in 1983 omgebouwd tot studio's en kantoorcomplex.[23]
- Hervormde wijkcentrum aan de Boezembocht, Rotterdam (1962)[24]
- Gebouw Provinciale Zuid-Hollandse Vereniging ter Bestrijding der Tuberculose in Gouda (1965), met Rein Fledderus.
- Nieuwe vleugel Havenziekenhuis, Rotterdam (1965), met Rein Fledderus.[25]

## Fotogalerij

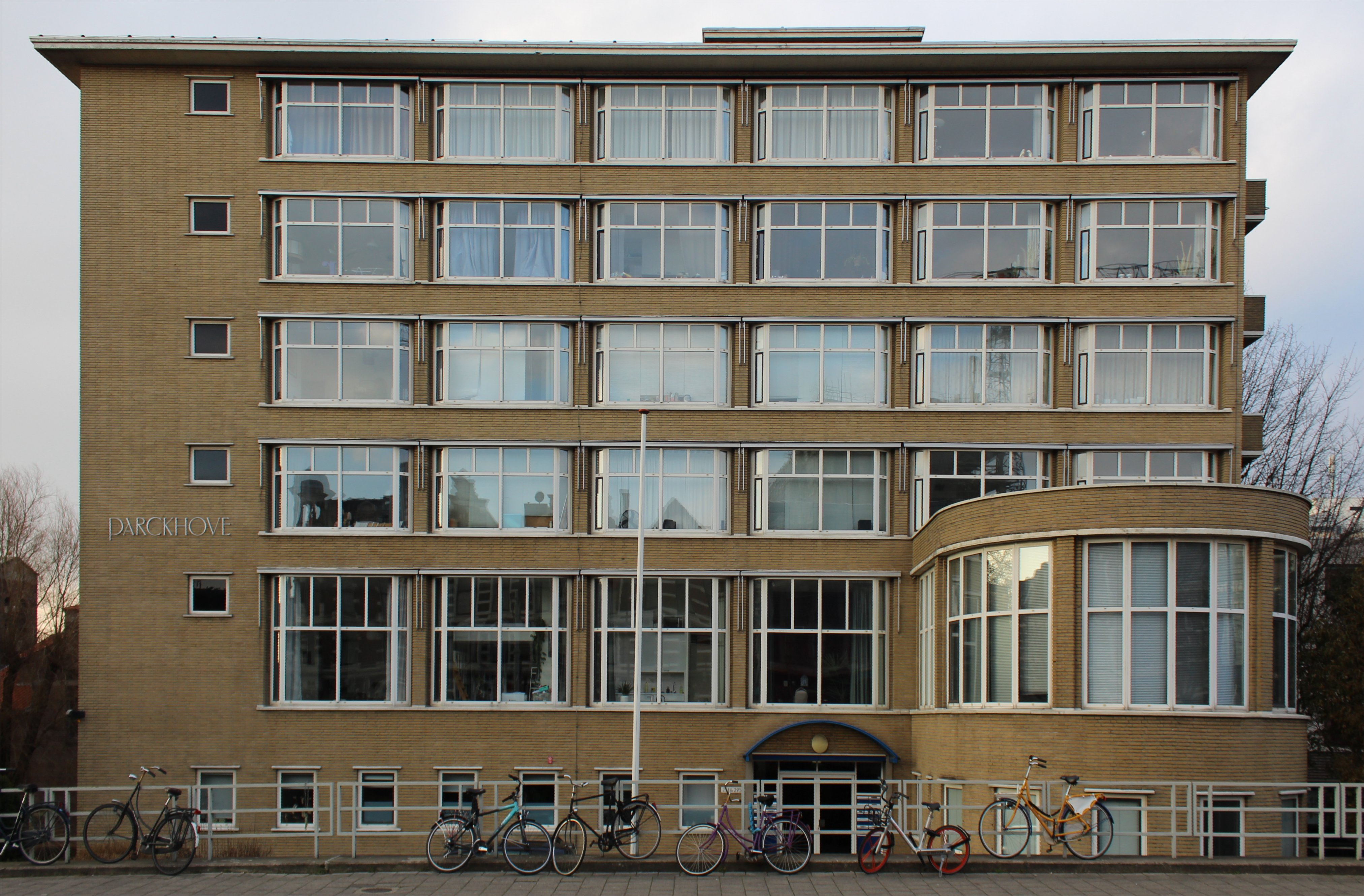
Anne Foekenshuis (1937)
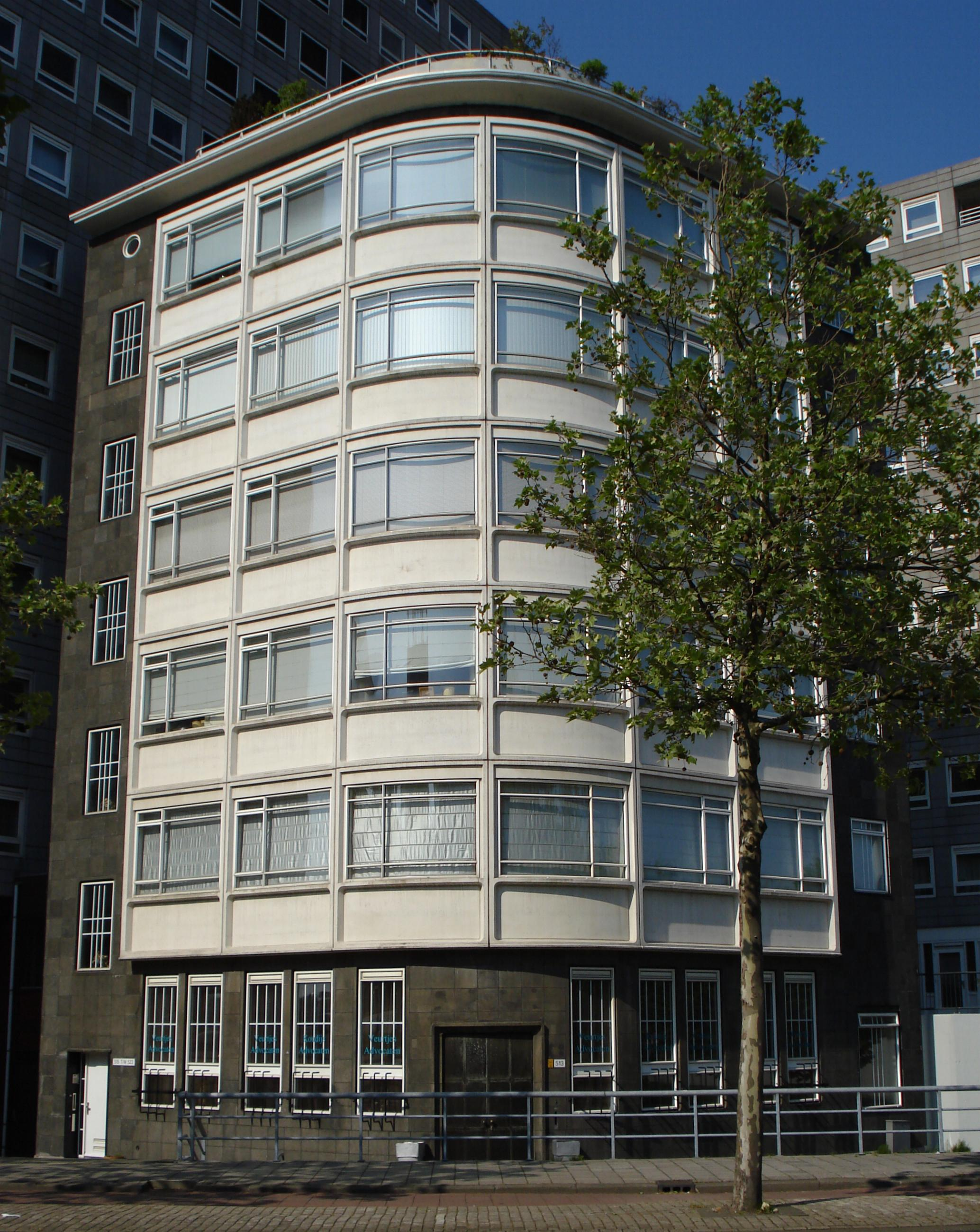
Gebouw op Goudsesingel, R'dam (1937-1939)
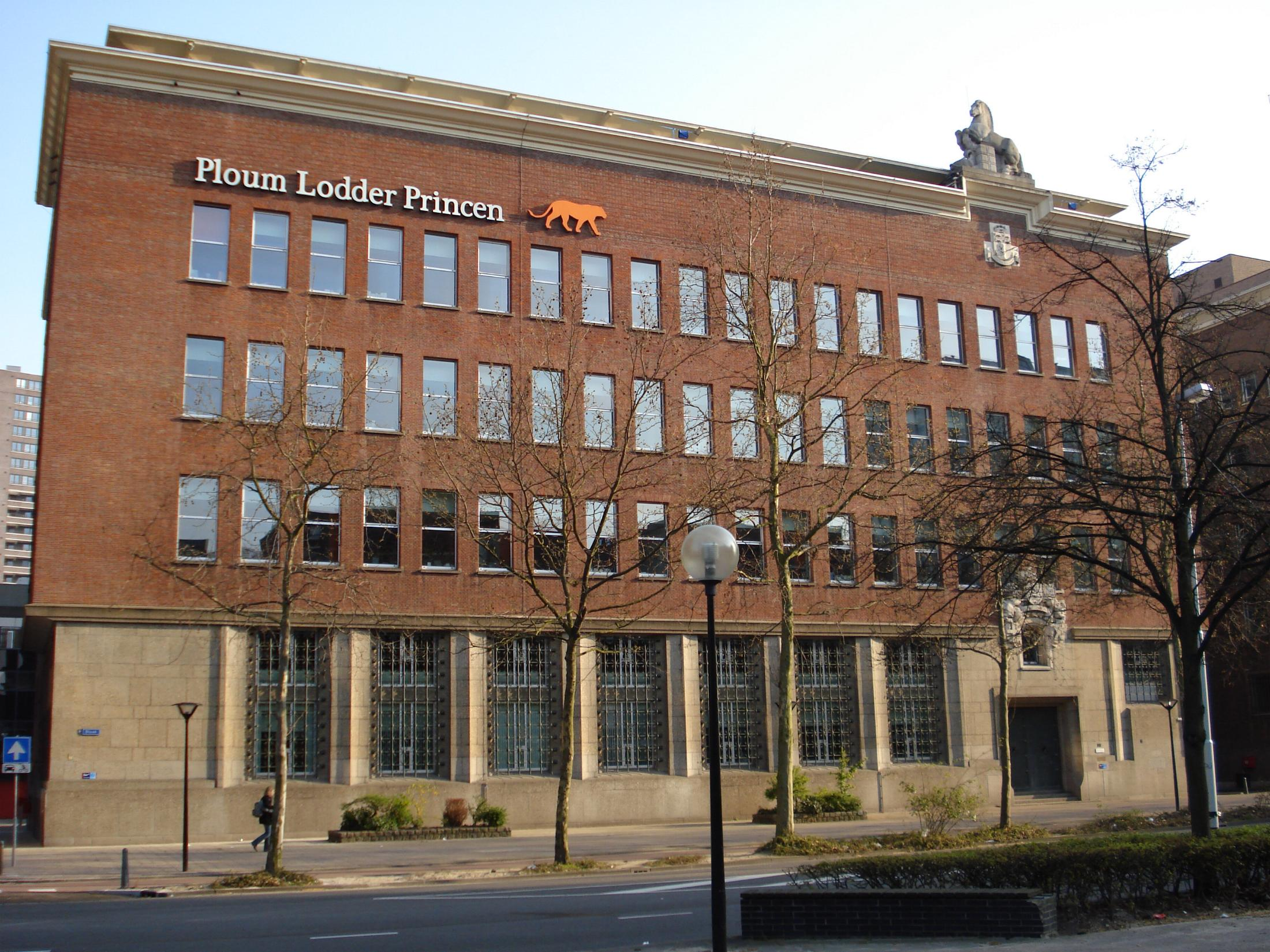
Twentsche Bank (Rotterdam) (1945-1950)
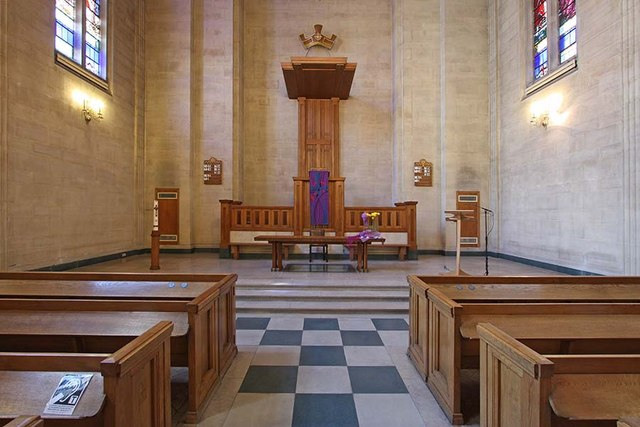
Interieur van Nederlandse Kerk in Londen (1950)
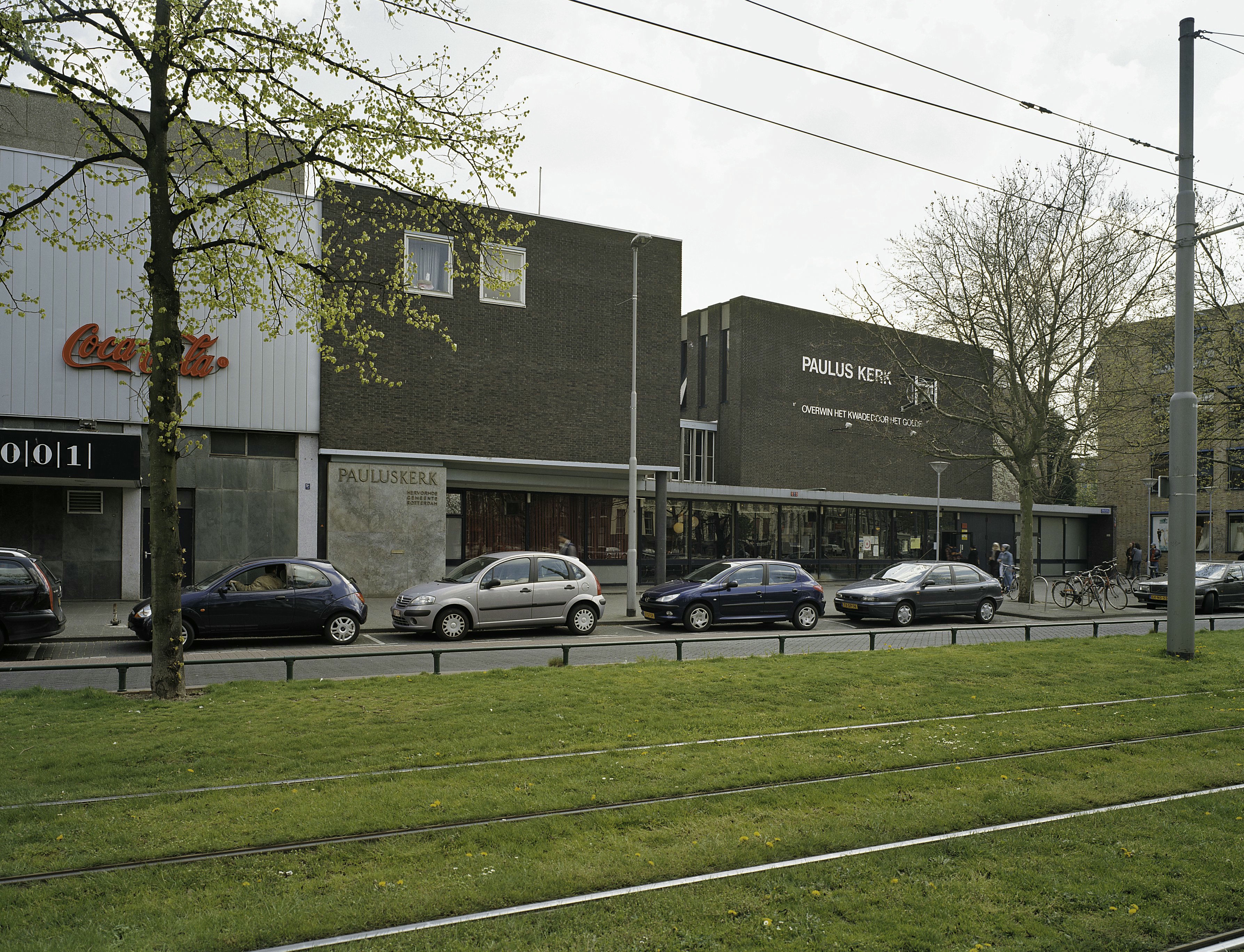
De Oude Pauluskerk (1960)
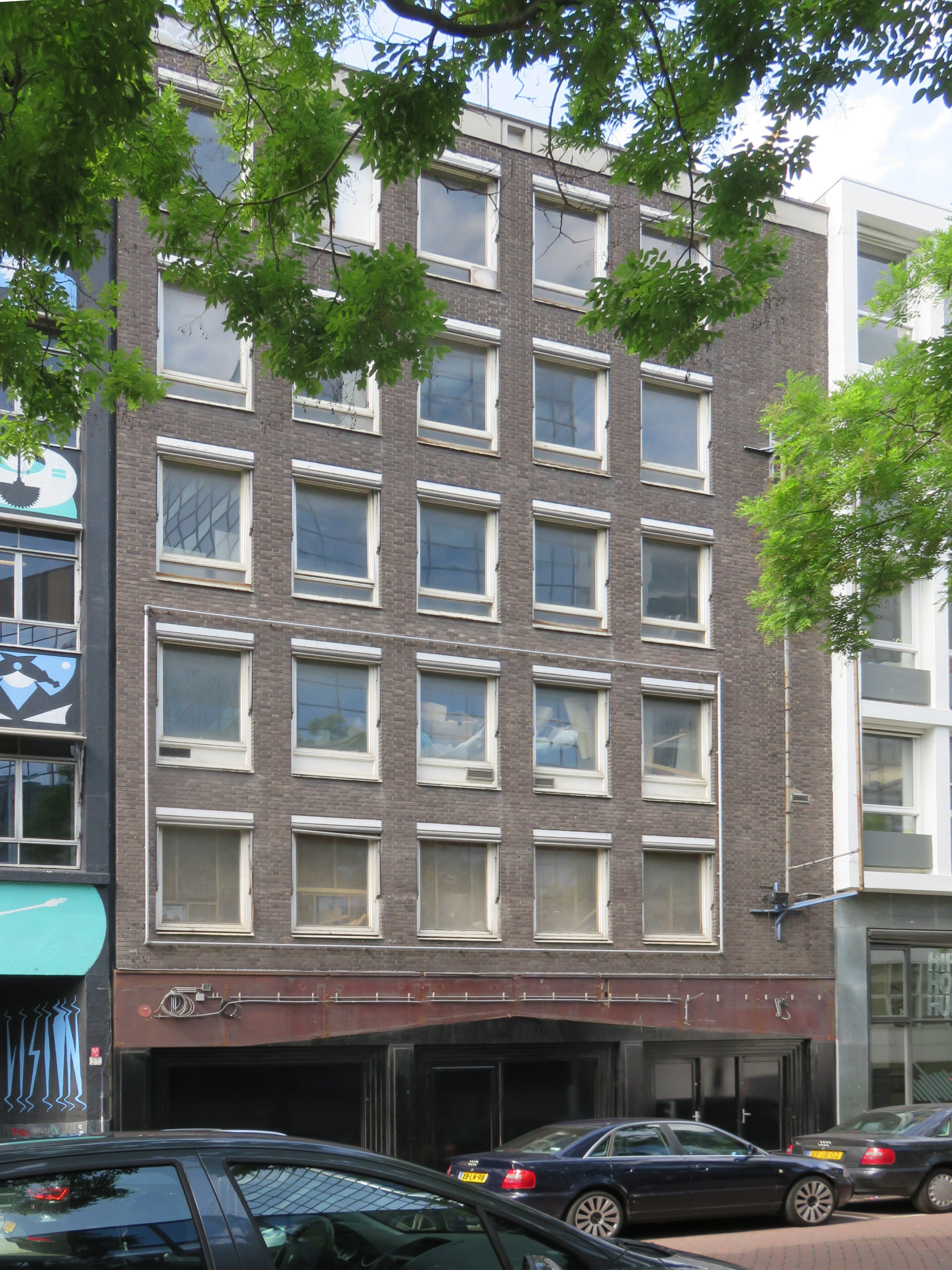
Metrohotel (1962)
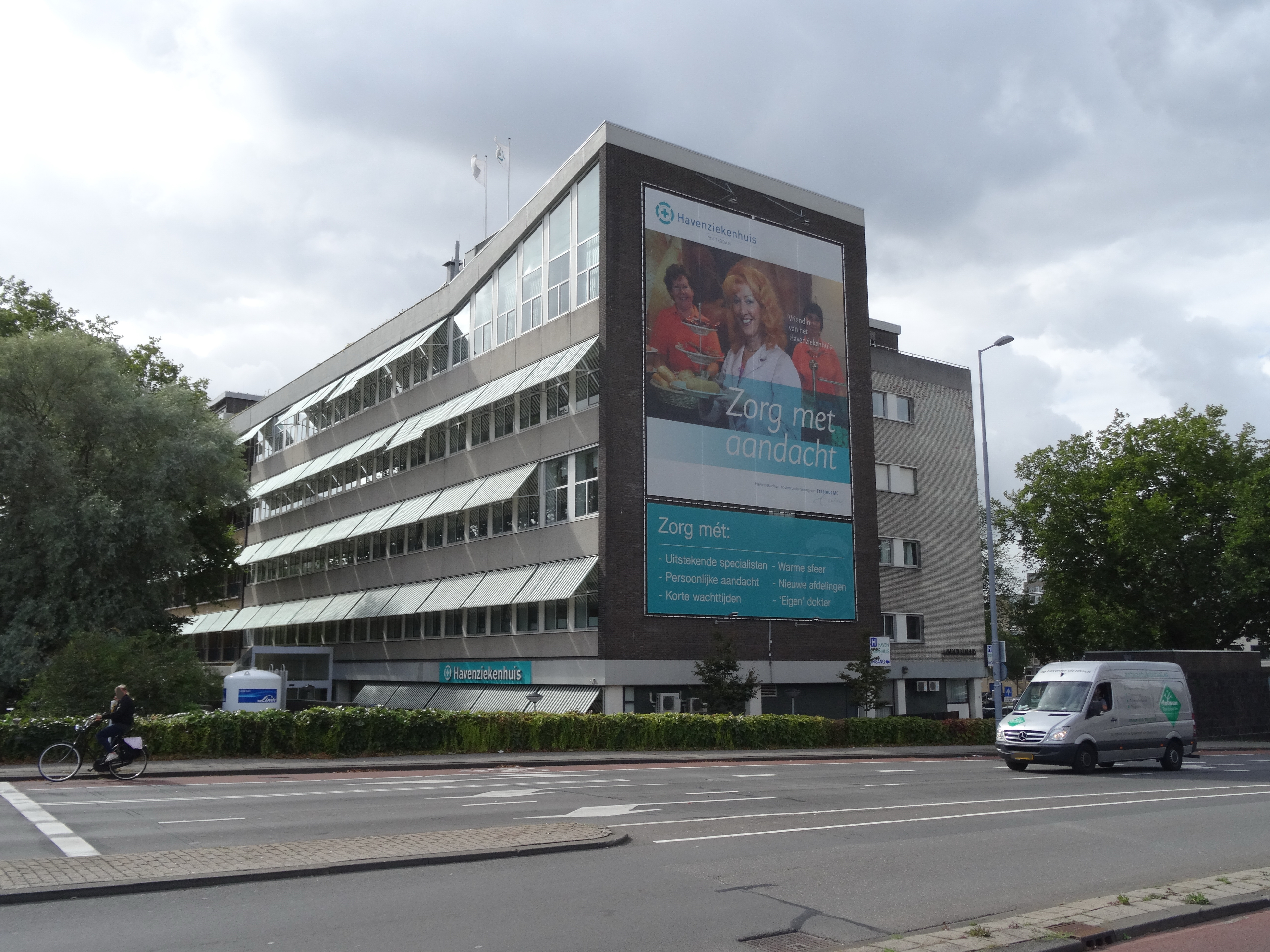
Nieuwe vleugel Havenziekenhuis (1965)

## Publicaties
- Barend van Veen. De Koninginnekerk op de grens van een nieuwe tijd, 1972.

## Citaten
- "Evengoed als een tienvoudige vergroting van een populier een lach wekkend effect sorteert is het domweg vergroten van een 'beeld-vorm' ridicuul of vervreemdend. Daarbij moet men wel geweld doen aan de zuiver functionele eisen of 'schijnoplossingen' bedenken... raamstroken, buitengeplaatste constructiedelen, decoratie... ze maken het gebouw onnodig kostbaar."
  - B. van Veen, welstandsarchitect, geciteerd in Plan: maandblad voor ontwerp en omgeving, 1983. p. 35